# Walter Atkinson
Walter Atkinson (31 tháng 8 năm 1920 - tháng 6 năm 2009) là một cầu thủ bóng đá thi đấu ở vị trí wing-half.
Ông có 1 lần ra sân cho Norwich City ngày 2 tháng 4 năm 1952 trước Southend United trên sân Carrow Road, thi đấu ở cánh phải. Trước đó ông thi đấu cho Hexham Hearts.

## Tiểu sử
- Davage, Mark; Eastwood, John; Platt, Kevin (2001). Canary Citizens. Jarrold Publishing. ISBN 0-7117-2020-7.